# Лишос
Лишо́с (фр. Lichos) — коммуна во Франции, находится в регионе Аквитания. Департамент — Атлантические Пиренеи. Входит в состав кантона Монтань-Баск. Округ коммуны — Олорон-Сент-Мари.
Код INSEE коммуны — 64341.

## География
Коммуна расположена приблизительно в 670 км к югу от Парижа, в 175 км южнее Бордо, в 45 км к западу от По.
На востоке коммуны протекает река Сезон.

### Климат
Климат тёплый океанический. Зима мягкая, средняя температура января — от +5°С до +13°С, температуры ниже −10 °C бывают редко. Снег выпадает около 15 дней в году с ноября по апрель. Максимальная температура летом порядка 20-30 °C, выше 35 °C бывает очень редко. Количество осадков высокое, порядка 1100 мм в год. Характерна безветренная погода, сильные ветры очень редки.

## Население
Население коммуны на 2010 год составляло 140 человек.
| 1962 | 1968 | 1975 | 1982 | 1990 | 1999 | 2010 |
| ---- | ---- | ---- | ---- | ---- | ---- | ---- |
| 123  | 101  | 133  | 137  | 146  | 129  | 140  |

## Администрация
| Период | Период | Фамилия             | Партия | Примечания |
| ------ | ------ | ------------------- | ------ | ---------- |
| 1995   | 2014   | Эмманюэль Кроар     |        |            |
| 2014   | 2020   | Мари-Пьер Вернасьер |        |            |

## Экономика
В 2010 году среди 85 человек трудоспособного возраста (15-64 лет) 63 были экономически активными, 22 — неактивными (показатель активности — 74,1 %, в 1999 году было 73,9 %). Из 63 активных жителей работали 57 человек (28 мужчин и 29 женщин), безработных было 6 (3 мужчин и 3 женщины). Среди 22 неактивных 2 человека были учениками или студентами, 12 — пенсионерами, 8 были неактивными по другим причинам.

## Фотогалерея
- Церковь
- Интерьер церкви
- Мэрия и школа
- Крест
- Река Борлаас